# Bennettazhia
Bennettazhia („Bennettův azhdarchid“) byl rod ptakoještěra z kladu Tapejaromorpha, který žil v období pozdní rané křídy (geologický věk alb, asi před 103 miliony let) na území dnešního Oregonu (USA).

## Zařazení
Původně byl tento ptakoještěr v roce 1928 popsán paleontologem Charlesem Gilmorem na základě série dorzálních obratlů jako Pteranodon oregonensis. V roce 1991 pak přeřadil ruský paleontolog Lev Nesov tento druh mezi azdarchidy. V současnosti je Bennettazhia považována za Pterodactyloidea incertae sedis. Novější práce pak tento taxon řadí do skupin Tapejaridae nebo možná do kladu Thalassodrominae.

## Popis
Tento ptakoještěr patřil s rozpětím křídel zhruba 4 metry spíše mezi středně velké pterosaury. Velikost byla odhadnuta na záklafdě dochované fosilie kosti pažní (humeru), měřícího na délku 18,3 cm. Na hlavě měl pravděpodobně výrazný hřebínek, podobně jako většina ostatních zástupců skupiny Tapejaromorpha.